# Guerras mitridáticas
Las guerras mitridáticas fueron tres enfrentamientos militares entre la República romana y el Ponto en el siglo I a. C. Se denominan así por Mitrídates VI, quien fue rey del Ponto en aquella época y un famoso enemigo de Roma.
La primera guerra mitridática tuvo lugar entre los años 88 y 84 a. C. Las legiones romanas estuvieron bajo el mando de Lucio Cornelio Sila. Las batallas más importantes incluyeron la de Queronea (86 a. C.) y la de Orcómenos en 86 a. C. La guerra concluyó con la victoria de Roma y la firma del tratado de Dárdanos.
La segunda guerra mitridática tuvo lugar entre los años 83 y 81 a. C. Los ejércitos romanos fueron comandados por Lucio Licinio Murena. La guerra llegó terminó sin que hubiese un vencedor claro tras la derrota romana y la retirada por orden de Sila.
La tercera guerra mitridática tuvo lugar entre los años 75 y 63 a. C. El ejército de Roma fue dirigido en primer lugar por Lucio Licinio Lúculo (de 75 a 66 a. C.) y posteriormente por Cneo Pompeyo Magno (de 66 a 63 a. C.). La guerra terminó con la derrota y posterior suicidio de Mitrídates VI en 63 a. C.
La fuerza del reino del Ponto fue destruida y Roma afirmó su poder sobre Anatolia.